# Igreja de São Francisco (Faro)
A Igreja de São Francisco, ou Igreja da Ordem Terceira de São Francisco, é uma igreja histórica da cidade de Faro, situada no Largo de São Francisco, ao lado do Convento com o mesmo nome.
A Igreja da Ordem Terceira de São Francisco encontra-se classificada como Imóvel de Interesse Público desde 2012.

## História
Em 1679 é lançada a primeira pedra da Igreja pelo Deão da Ordem Terceira do Carmo, D. Manuel Guerreiro Camacho, dentro da cerca do Convento de São Francisco.
O primitivo portal serviu de modelo ao da actual Ermida de Nossa Senhora do Repouso. O edifício primitivo foi objecto de profundas obras de remodelação, sendo de salientar a participação nestes trabalhos de Diogo Tavares e Ataíde, o mais prestigiado mestre pedreiro algarvio setecentista. Estas obras prolongaram-se pelos finais do século XVII.

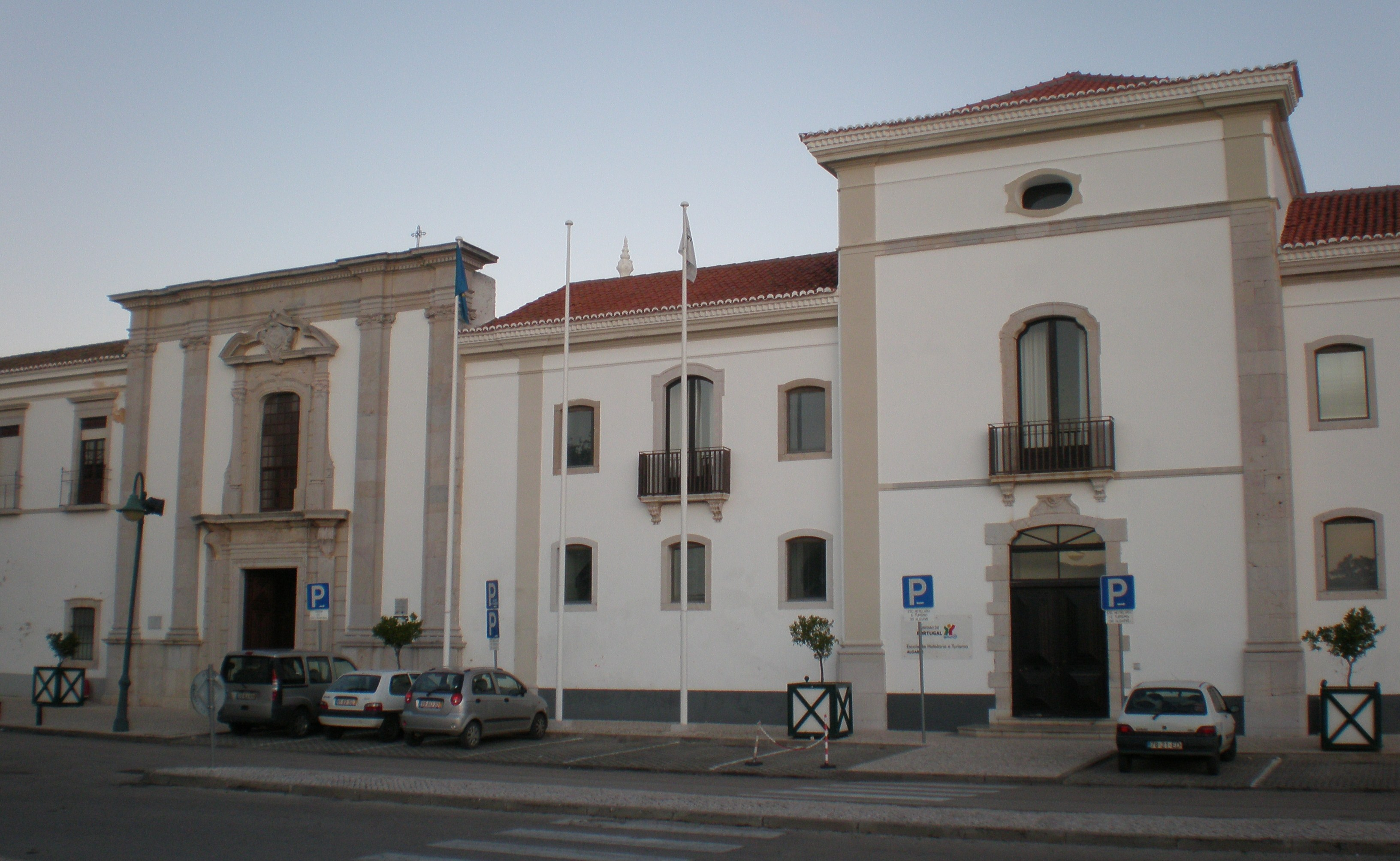
Igreja (esq.) e Convento (dir.) de São Francisco, Faro

## Descrição
No interior, destacam-se os retábulos da capela-mor e dos altares laterais, o revestimento em talha da cúpula do cruzeiro e os azulejos que cobrem a abóbada da ousia, bem como as quatro pinturas italianas encomendadas pelo Bispo do Algarve D. Francisco Gomes do Avelar, em 1792, e em particular A Morte S. Francisco pintada em Roma por Marcello Leopardi.

## Fonte
Lameira, Francisco I. C. Faro Edificações Notáveis. Edição da Câmara Municipal de Faro, 1995.